# William D. Pawley
William D. Pawley (7 de septiembre de 1896–7 de enero de 1977) fue un embajador estadounidense, empresario y operador político de ese país que se asoció al grupo de pilotos voluntarios Flying Tigers (AVG) durante la  Segunda Guerra Mundial.

## Biografía
William Pawley nació en Florence, Carolina del Sur el 7 de septiembre  de 1896. Su padre era un rico azucarero en  Cuba, y el joven Pawley asistió a escuelas exclusivas en  La Habana y  Santiago. Más tarde volvió a Estados Unidos donde estudió en la Academia Militar Gordon en Georgia.  El 5 de julio de  1919, Pawley se casó con Annie Hahr Dobbs de  Marietta, Georgia. En 1925, la pareja se trasladó a Miami y después a La Habana, Cuba, en 1928.  Regresaron con 3 hijos a Miami donde su hijo menor nació. Los Pawleys se movieron a  Shanghái, China, con el menor dejando a sus otros hijos al cuidado de su familia. La Sra. Pawley vivió en China hasta 1938 con viajes periódicos a Miami.  Se divorciaron en 1941.

### Carrera empresarial
En 1927, Pawley comenzó a relacionarse con la Corporación  Curtiss-Wright lo que lo hizo un hombre extremadamente rico. En 1928, regresó  a Cuba donde fue elegido presidente de Nacional Cubana de Aviación Curtiss, la cual vendió a  Pan American Airlines en 1932. De ahí fue nombrado presidente de Intercontinent Corporation en New York, fundada por Clement Keys, expresidente de Curtiss. En 1933 se trasladó a China  China  donde se convirtió en el presidente de  China National Aviation Corporation  una aerolínea de esa época que viajaba entre Hong Kong  y  Shanghái. Pawley finalmente la vendió a Pan Am nuevamente.  Más tarde armaría tres fábricas de aviones en sociedad con el gobierno de la China Nacionalista de  Chiang Kai-shek bajo el nombre corportivo de  Central Aircraft Manufacturing Company  en Hangzhou, Wuhan,  y finalmente  Loiwing  en la frontera de  China con Burma  . (CAMCO era manejado en sociedad con el gobierno nacionalista, con los intereses de la familia Pawley representados por Intercontinent, la cual servía como un holding de la familia Pawley  .)

### Segunda Guerra

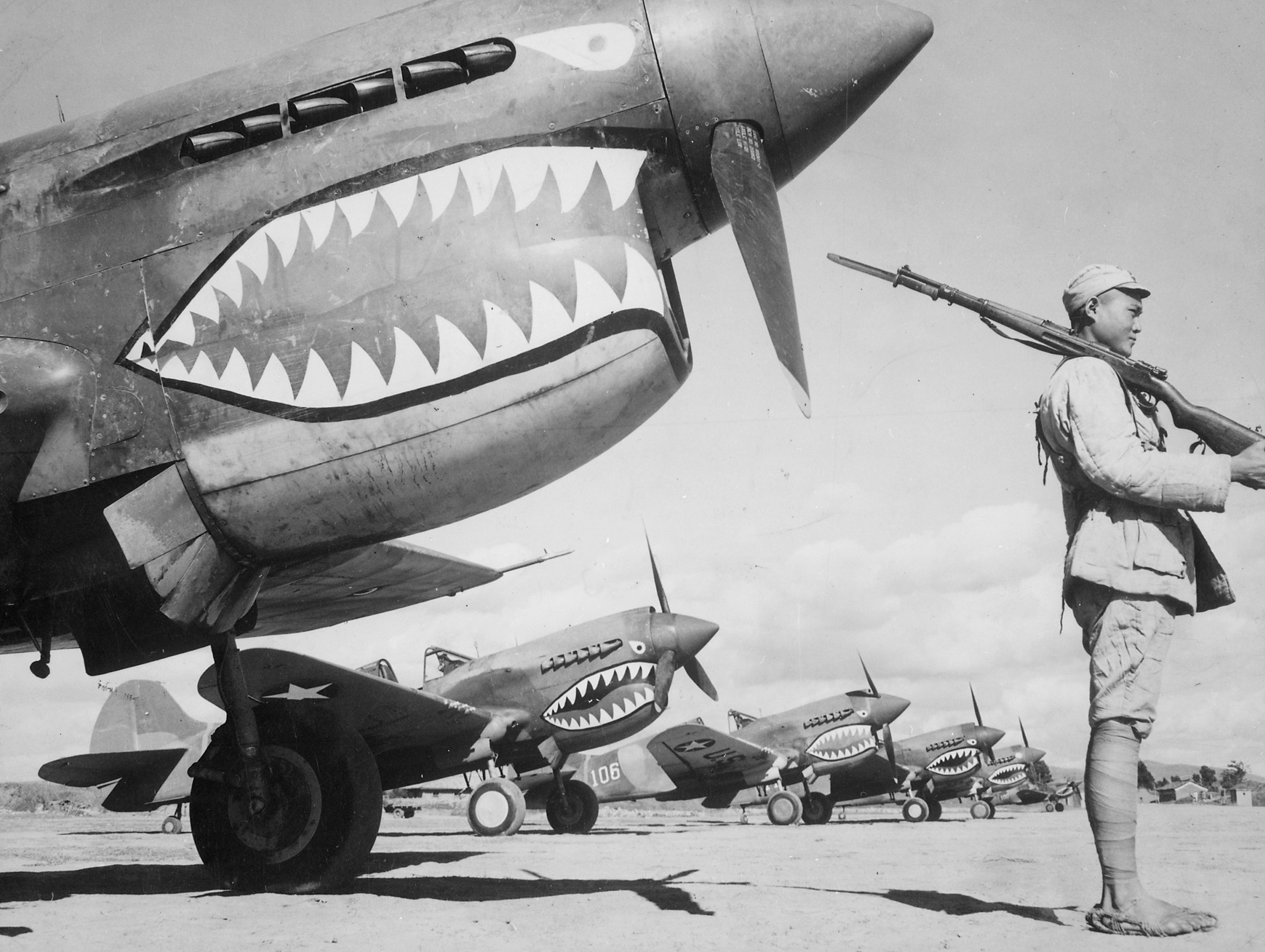
Caza Curtiss P-40 de los Tigres Voladores.

En 1941, con sus hermanos Edward y Eugene, estuvo involucrado en la formación y en el apoyo del 1.er American Volunteer Group, más conocidos como  Flying Tigers.
Pawley trabajaba íntimamente con  Claire Lee Chennault, quien era asesor militar de  Chiang Kai-shek desde 1937. Chennault pensaba que si se le daban recursos, se podría mantener una fuerza aérea operativa dentro de China que podría atacar Japón. Thomas Corcoran  viajó a Estados Unidos a persuadir a Franklin D. Roosevelt para que aprobara la formación del American Volunteer Group.
En julio de 1941, 10 pilotos y 150 mecánicos fueron equipados con pasaportes falsos y embarcados desde San Francisco (California) a Rangoon. Cuando llegaron fueron avisado de que estaban involucrados en una guerra secreta contra Japón. Para compensar los riesgos, los pilotos recibían un sueldo de US $600 mensuales ($675 para el líder ). Recibirían US$500 adicionales por cada avión enemigo derribado.
Cuando finalmente la fábrica CAMCO fue capturada por Japón en mayo de 1942, Pawley trasladó sus operaciones comerciales a la India como socio de Hindustan Aircraft Limited.

### Últimos años
Pawley fue nombrado como  embajador por  Harry Truman en  Perú  ein 1945. Después sería nombrado embajador en   Brasil en 1948.
En la postguerra, Pawley fue un activo mienro de Partido Republicano. Un amigo íntimo del Presidente de los Estados Unidos Dwight Eisenhower y del Director de la  Agencia Central de Inteligencia Allen W. Dulles, tomando parte en una política conocida como  Acción Ejecutiva,  un plan para remover del poder jefes de estados políticamente incorrectos para los intereses de Estados Unidos o de su Complejo Militar Industrial. Pawley jugó un rol central en la Operación PBSUCCESS, un complot CIA para derribar el gobierno democrático de  Guatemala de  Jacobo Arbenz en 1954 deputes de que Arbenz introdujera reformas agrarias y nacionalizara la United Fruit Company de propiedad de amigos de los Dulles. Pawley servir´ta en este rol en  Perú, Brasil, Panamá, Guatemala, Cuba y Nicaragua entre 1945 y 1960.
Su residencia final fue  Miami Beach, Florida, donde se suicidó, en enero de 1977, porque estaba aquejado de   Herpes zóster.